# Brasero (Brennprogramm)
Brasero ist ein freies Brennprogramm für die GNU/Linux-Oberfläche Gnome. Ursprünglich wurde es unter dem Namen Bonfire entwickelt und wird von Philippe Rouquier und Luis Medinas betreut. Der Name Brasero stammt aus dem Spanischen und bedeutet Kohlebecken.
Ab Version 2.26 von Gnome ist es dessen Standard-Brennprogramm.

## Funktionen
- Unterstützt mehrere Backends: cdrtools, cdrkit, growisofs und libburn.
- Unterstützung für alle gängigen Funktionen beim Brennen, Kopieren und Löschen von CD und DVD
- Unterstützung für alle gängigen Funktionen beim Brennen von Audio-CDs
- Schreiben von CD-Text Informationen dank der Nutzung von cdrtools

## Unterstützte Betriebssysteme
Brasero wurde ursprünglich nur für GNU/Linux entwickelt. Mittlerweile steht es jedoch auch für mehrere BSD-Derivate zur Verfügung.